# Echte tolzwam
De echte tolzwam (Coltricia perennis) is een paddenstoel uit de familie Hymenochaetaceae. De zwam groeit in nazomer en herfst. Het vruchtlichaam blijft lang goed en kan daardoor het gehele jaar door worden gevonden.

## Habitat
De tolzwam is vrij algemeen op voedselarme zure zandgronden zoals op heidevelden, en in naaldbossen. Hij vormt ectomycorrhiza met vooral dennen maar soms ook met spar of eik.  

## Kenmerken
Hoed
De hoed heeft een doorsnede van 2 tot 10 cm, is dun, leerachtig en trechtervormig. Vaak komt de soort in groepen voor waarbij de paddenstoelen aan elkaar vergroeid zijn. Het oppervlak van de hoed is fluwelig en in lichte en donkere zones verdeeld. De kleur is roestbruin en naar het centrum toe meer grijs-geelbruin.
Steel
De steel is 15 tot 35 mm hoog en 2 tot 10 mm dik. De steel is fluwelig en roestbruin.
Buisjes
De buisjes zijn kort, aflopend en grijsbruin. De poriën zijn aanvankelijk rond, maar worden later hoekig.
Geur en smaak
De tolzwam heeft dun, vezelig en bruin vlees. De geur is niet opvallend.
Sporen
De basidia zijn verdikt, met vier sterigmata en meten 15–25 × 5–7 μm. De sporen zijn licht okerkleurig, ellipsvormig en meten 6-9 × 4-5 µm. Er is een monomitisch hyfensysteem. De generatieve hyfen zijn dunwandig, bruin en zonder gespen.

## Verspreiding
De echte tolzwam komt voor op het noordelijk halfrond, de noordelijke grens van zijn verspreidingsgebied reikt tot IJsland en de noordelijke rand van het Scandinavische schiereiland. Op het zuidelijk halfrond wordt het voorkomen van deze soort alleen gemeld in Australië en Nieuw-Zeeland.
In Nederland komt hij algemeen voor. Hij staat op de rode lijst in de categorie 'Gevoelig' .